# Dood door schuld (Nederland)
Dood door schuld is een misdrijf in het Nederlandse Wetboek van Strafrecht waarbij de dood van het slachtoffer te wijten is aan de schuld van de dader. Het onderscheidt zich van moord en doodslag doordat de dader geen opzet op de dood van het slachtoffer heeft.

## Inleiding
Artikel 307 
1 Hij aan wiens schuld de dood van een ander te wijten is, wordt gestraft met gevangenisstraf van ten hoogste twee jaren of geldboete van de vierde categorie 
2 Indien de schuld bestaat in roekeloosheid, wordt hij gestraft met gevangenisstraf van ten hoogste vier jaren of geldboete van de vierde categorie.

Bij de totstandkoming van het Wetboek van Strafrecht was het uitgangspunt van de wetgever dat de dader bij misdrijven opzettelijk moest handelen. In sommige gevallen van onopzettelijk handelen kunnen de gevolgen echter zo groot zijn, dat de wetgever strafbaarstelling van onvoorzichtig, nalatig of gebrekkig handelen strafbaar stelde. Het betreft zogenoemde culpoze delicten: delicten die aan de schuld (culpa) van de dader te wijten zijn. Dood door schuld is zo een culpoos delict en is in artikel 307 van het Wetboek van Strafrecht (Sr) strafbaar gesteld. Voorwaarde voor een veroordeling is dat de dood van het slachtoffer aan de schuld van de dader te wijten is.

### Culpa
Bij dood door schuld moet de dood aan schuld te wijten zijn. Schuld onderscheidt zich van opzet, doordat de dader bij opzet wil dat een bepaald gevolg intreedt, terwijl het gevolg bij schuld juist niet gewild is. De wetgever sprak tijdens de invoering van het Wetboek van Strafrecht nog van onvoorzichtigheid, nalatigheid en een gebrek aan voorzorg. Ook omschreef de wetgever het begrip culpa wel als een gebrek aan nodig nadenken, aan nodige kennis of aan nodig beleid.
Schuld valt uiteen in bewuste en onbewuste schuld. Van bewuste schuld is sprake als de dader weliswaar de mogelijke gevolgen van zijn daad voorzag, maar er misplaatst op rekende dat deze gevolgen zich niet zouden voordoen. Van onbewuste schuld is sprake als de dader de gevolgen van zijn daad in het geheel niet voorzag, terwijl hij dit wel had moeten voorzien. Dit kan zich voordoen als gevolg van bijvoorbeeld vermoeidheid, verstrooidheid of psychische belasting.
De ondergrens van schuld vormt de grove schuld (culpa lata), die ook wel omschreven wordt als aanmerkelijke verwijtbare onvoorzichtigheid. Vereist is dat de dader niet zoveel nadacht, zoveel wist, of zo beleidvol was als de gemiddelde rechtsgenoot. Dit wordt mede bepaald door zogenoemde Garantenstellungen / zorgplichten; van beroepsgenoten met een bepaalde functie, zoals een arts, mag vanwege hun zorgplicht een hogere mate van voorzichtigheid worden verwacht.

### Roekeloosheid
In 2005 is de roekeloosheid als strafverzwarende omstandigheid aan toegevoegd. Zij beoogde een adequate bestraffing mogelijk te maken in die gevallen waarbij er sprake was van 'zeer onvoorzichtig gedrag waarbij welbewust en met ernstige gevolgen onaanvaardbare risico's worden genomen.' Bij de beoordeling van roekeloosheid dienen volgens de wetgever alle omstandigheden in aanmerking genomen te worden, waaronder voorafgaande handelingen (bijvoorbeeld alcoholgebruik). Roekeloosheid veronderstelt de 'bewustheid van het risico van ernstige gevolgen, waarbij op zeer lichtzinnige wijze ervan wordt uitgegaan dat deze risico's zich niet zullen realiseren.'
De roekeloosheid zorgt ervoor dat het strafmaximum ten opzichte van de normale schuld verdubbeld wordt. Volgens de Hoge Raad dienen aan de vaststelling van roekeloosheid bepaaldelijk eisen te worden gesteld. Als zwaarste, aan opzet grenzende, schuldvorm zal slechts in uitzonderlijke gevallen sprake van roekeloosheid zijn. Als maatstaf hanteert de Hoge Raad dat 'door de buitengewoon onvoorzichtige gedraging van de verdachte een zeer ernstig gevaar in het leven is geroepen, alsmede dat de verdachte zich daarvan bewust was, althans had moeten zijn.'

## Jurisprudentie
De vraag of uiteindelijk sprake is van dood door schuld is sterk casuïstisch van aard. Daarbij wordt gekeken naar de omstandigheden van het geval, waarbij de aard en de ernst van de gedragingen van de dader een rol spelen. Bovendien moet er ook sprake zijn van een causaal verband tussen de gedragingen van de dader en de dood van het slachtoffer.
Een bekend voorbeeld van onbewuste schuld is het Verpleegster-arrest, waarin een verpleegster door vermoeidheid tijdens een operatie een flesje met een verkeerd middel aan de arts aanreikte waardoor de patiënt uiteindelijk kwam te overlijden. De verpleegster had weliswaar niet door dat zij het verkeerde middel had gepakt, maar had gezien haar zorgplicht beter moeten opletten. Van bewuste schuld was sprake in het Porsche-arrest. In deze zaak veroorzaakte de bestuurder van een Porsche een dodelijk ongeluk terwijl hij onder invloed van alcohol was. Kort voor het dodelijke ongeluk had hij meerdere inhaalpogingen gestaakt. Bij de vierde inhaalpoging ging het echter fout en botste hij frontaal op een andere auto. Het gerechtshof veroordeelde voor doodslag, maar de Hoge Raad casseerde omdat het gezien de omstandigheden onwaarschijnlijk was dat de bestuurder opzettelijk handelde en dus zijn eigen dood op de koop toe nam.
Geen sprake van dood door schuld was er in het Klimwand-arrest, waarin het slachtoffer van ongeveer twaalf meter hoogte doodviel, omdat de verdachte het zekeringstouw al had losgekoppeld. Het gerechtshof overwoog dat de verdachte geen verwijt trof, omdat het aannemelijk was dat een reeks van geautomatiseerde handelingen die betrekking hadden op het zekeren, onopgemerkt waren overgegaan in een geautomatiseerde reeks van handelingen rondom losmaken van de zekering. De verdachte trof geen strafrechtelijk verwijt, omdat hij verontschuldigbaar uit automatisme had gehandeld.
Andere voorbeelden waarbij sprake is van dood door schuld zijn:
- het als volwassene onvoldoende toezicht houden op een groep kinderen, van wie redelijkerwijs moet worden vermoed dat zij onvoldoende goed kunnen zwemmen, waardoor een kind verdrinkt. Op de volwassene rust een zorgplicht dat hij zich vergewist van de zwemcapaciteiten van de kinderen en hen niet zonder toezicht in het zwembad laat zwemmen.[8]
- het nalaten om bij een onwel en bewusteloos persoon de medische hulpdiensten in te schakelen en deze vervolgens in hulpeloze toestand achter te laten, waardoor het slachtoffer overlijdt doordat het slachtoffer niet tijdig behandeld kon worden, levert zeer onvoorzichtig en nalatig handelen op waardoor de dood van het slachtoffer toerekenbaar aan de verdachte is.[9]
- het schudden van een baby, terwijl het feit van algemene bekendheid is dat baby's dusdanig kwetsbaar zijn dat zij daardoor ernstig of fataal letsel kunnen oplopen, is een aanmerkelijk onvoorzichtige handeling waarbij de dood van de baby toerekenbaar is aan de dader.[10]
- het als kamerverhuurder negeren van brandveiligheidsvoorschriften uit financieel gewin levert verwijtbare aanmerkelijke onachtzaamheid of nalatigheid op, indien iemand als gevolg van een brand in een pand van de dader komt te overlijden.[11]